# Olvan
Olvan és un municipi de la comarca del Berguedà.
| Entitat de població | Habitants (2024) |
| Olvan               | 910              |
| Font: Idescat       |                  |

## Geografia
- Llista de topònims d'Olvan (Orografia: muntanyes, serres, collades, indrets..; hidrografia: rius, fonts...; edificis: cases, masies, esglésies, etc).

## Demografia
| 1497 f | 1515 f | 1553 f | 1717 | 1787 | 1857 | 1877 | 1887 | 1900 | 1910 |
| ------ | ------ | ------ | ---- | ---- | ---- | ---- | ---- | ---- | ---- |
| -      | 13     | 15     | 328  | 389  | 959  | 771  | 658  | 786  | 790  |

| 1920 | 1930  | 1940  | 1950  | 1960  | 1970  | 1981  | 1990  | 1992 | 1994 |
| ---- | ----- | ----- | ----- | ----- | ----- | ----- | ----- | ---- | ---- |
| 836  | 1.447 | 1.242 | 1.479 | 1.543 | 1.502 | 1.211 | 1.068 | 979  | 979  |

| 1996 | 1998 | 2000 | 2002 | 2004 | 2006 | 2008 | 2010 | 2012 | 2014 |
| ---- | ---- | ---- | ---- | ---- | ---- | ---- | ---- | ---- | ---- |
| 950  | 922  | 899  | 874  | 895  | 922  | 905  | 902  | 892  | 876  |

| 2016 | 2018 | 2020 | 2022 | 2024 | 2026 | 2028 | 2030 | 2032 | 2034 |
| ---- | ---- | ---- | ---- | ---- | ---- | ---- | ---- | ---- | ---- |
| 855  | 837  | 858  | 876  | 913  | -    | -    | -    | -    | -    |

## Història
Trobem el lloc i el castell d'Olvan esmentats l'any 905 en la dotalia o acta de consagració de l'església parroquial de Santa Maria, consagrada pel bisbe d'Urgell Nantigís. Va pertànyer a la baronia de la Portella i després del 1369 va passar a formar part dels dominis de la família Pinós. Hi tingué importants drets el monestir benedictí de Sant Pere de la Portella.
En les dècades de 1620 i 1630 diverses dones d'Olvan van ser jutjades acusades de bruixeria.
En el bienni de 1806-1807, foren nomenats; Domingo Anglarill i Farreras batlle, i regidors, Raymundo Canudas i Ballaró i Josep Badia. El consistori a finals del 1805 estava representat per en Francisco Armengol i Trasserra, batlle, i els regidors eren Miquel Buscallà, Manel Boladeras, Pere Bern i Ramon Sabata.

## Cultura
En aquest terme municipal es troba l'antic monestir cistercenc femení de Santa Maria de Valldaura, fundat l'any 1231, on encara s'hi pot trobar la seva església monacal.
L'església de l'Assumpció de la Mare de Déu, temple parroquial d'Olvan, amb prou feines conserva restes de l'estructura original romànica, a causa del fet que ha estat restaurada diversos cops.
Olvan celebra la festa major el primer cap de setmana d'agost. El 20 de gener s'hi celebra la festa de Sant Sebastià, com a vot de poble en agraïment a aquest sant per haver alliberat els seus habitants de la pesta durant l'edat mitjana; s'hi celebra una missa i un dinar popular a base d'arròs.

### Escut

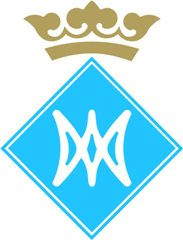
Escut utilitzat anteriorment per l'Ajuntament

L'escut oficial té el següent blasonament: "Escut caironat: d'atzur, una flor de lis d'argent. Per timbre, una corona de poble". Va ser aprovat el 13 de febrer de 2019 i publicat al DOGC el 19 de febrer del mateix any amb el número 7813. L'Ajuntament va assumir un escut que incorpora una flor de lis, senyal propi, tradicional i característic del municipi, que simbolitza la Verge Maria.
Abans de l'oficialització de l'escut per part de la Generalitat, l'Ajuntament d'Olvan feia servir un escut amb el blasonament següent: "Escut caironat: d'atzur, un monograma de Maria d'argent". Tant el monograma com els colors de l'escut representaven la patrona del poble, Santa Maria.
L'escut utilitzat pels senyors d'Olvan era una creu d'argent sobre un fons blau. Segons la llegenda, mentre defensava el seu castell d'un setge dels moros, el senyor d'Olvan va veure una creu d'argent en el cel blau, senyal de la intervenció divina. Després de vèncer l'enemic, va adoptar la creu com a armes personals.

## Economia
L'activitat econòmica més important és l'agricultura. Hi trobem sobretot el conreu dels cereals i les patates. Hi ha algunes granges de bestiar porcí i el Centre Mundial del Ruc Català, centre dedicat a la conservació del ruc català.
Molta gent del seu terme treballava a la fàbrica de la colònia de Cal Rosal, fins que l'any 1991 va tancar les portes. Aquest mateix any, plegaren dues indústries més que es dedicaven a la filatura.